# Косевич Олександр Олександрович
Олександр Олександрович Косевич (4 вересня 1965, Донецьк, Україна — 10 квітня 2025) — український футболіст, тренер та футбольний функціонер.

## Клубна кар'єра
Його рання спортивна кар'єра не була пов'язана з футболом. Олександр займався бойовими видами спорту, брав участь у змаганнях. Ставши президентом клубу «Гарант» (Донецьк), зіграв 6 матчів в аматорському чемпіонаті України.

## Футбольна діяльність
У 1991 році був обраний на посаду президента правління донецького клубу «Шахтар», але, оскільки фінансові можливості клубу в той час були досить слабкими, в 1992 році він перейшов до іншого клубу під назвою «Гарант», в якому обійняв посаду президента клубу. Після злиття клубу з «Медітою» (Шахтарськ), в результаті чого було створено «Металург» (Донецьк)[джерело?], був обраний президентом цього клубу. У 2001 році, коли до клубу з великими коштами прийшов Сергій Тарута, йому віддали крісло президента. Згодом через розбіжності в поглядах на подальший шлях розвитку «Металурга» залишив команду.
Через 3 місяці безробіття Косевич зустрівся з президентом криворізького «Кривбасу» Сергієм Поліщуком і погодився на його пропозицію працювати в клубі. Завдяки його зусиллям «Кривбас» почав розвивати клубну інфраструктуру. З грудня 2004 року займав посаду головного тренера «Кривбасу», з квітня 2005 року паралельно з цим навчався на курсах при ФФУ для отримання тренерської ліцензії. Після зміни керівництва клубу та погіршення фінансової ситуації в клубі, в грудні 2006 року Косевич пішов у відставку.
В січні 2007 року перейшов на посаду головного тренера луганської «Зорі», в якій пропрацював до березня 2008 року.
Після тривалої перерви, 9 вересня 2016 року, був призначений головним тренером краматорського «Авангарду».
Останні роки він присвятив відновленню й підтримці футбольної інфраструктури Донеччини в умовах війни, працюючи першим віцепрезидентом та виконавчим директором Асоціації футболу Донецької області, виконував функції Делегата УАФ на матчах Чемпіонату УПЛ.